# راداییتسا
راداییتسا (به صربی: Radaljica) یک منطقهٔ مسکونی در صربستان است که در نووی پازار واقع شده‌است.